# マザール峠

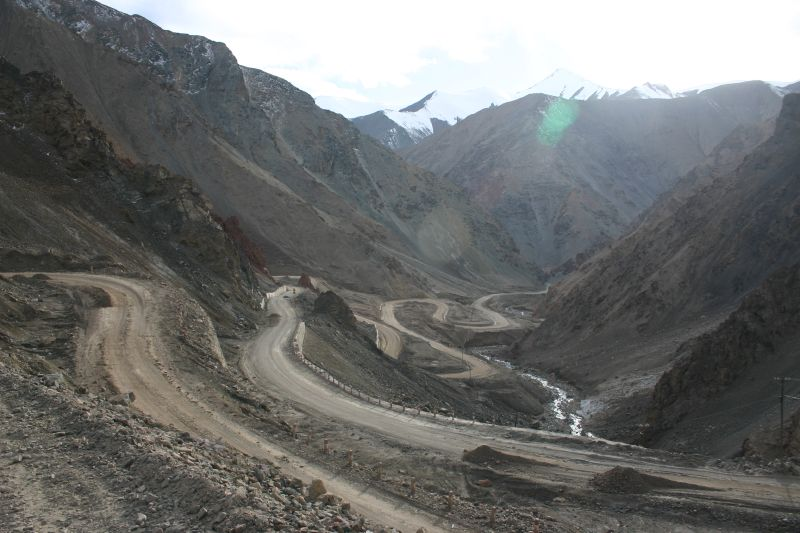
マザール峠を通るG219国道

マザール峠（マザールとうげ、英語: Mazar Pass、中国語: 麻扎达坂）は、中華人民共和国新疆ウイグル自治区とチベット自治区を結ぶG219国道沿いにあるヘアピンカーブの多い長い峠である。崑崙山脈を横断していて、新疆南西部のカシュガル地区カルギリク県クディ村とマザール村の間にある。欧米の資料ではチラグサルディ峠（Chiragsaldi Pass）と表記されることが多い。

## 概要
マザール峠はG219国道の北の始点（カルギリク県）から240kmに位置する。全長約40km（25マイル）で、新疆チベット高速道路で最も長い峠である。この国道は1957年に初めて完成し、2013年には全面的にアスファルト舗装された。
南にある小さな村マザールは、ウイグルの2つの陵墓、マザールがあったことからこの名がついた。この村には中国軍のサービスステーションがある。ここ数十年、マザール峠はG219国道のトラックストップやK2への遠征隊の停車場としても機能している。
チラグサルディ峠は1800年代後半にイギリスの探検家によって使われた名前であり、同様に当時キャラバンのキャンプ場でしかなかったマザール村はチラグサルディと呼ばれていた。 この名前はキャンプ場の風の強さを意味し、「ランプの火が消える」という意味である。1900年代初頭のフランス軍の地図では、チラグサルディ峠（チラク・ソルディ）とセーリヤック峠（サーラク）は同じ谷から西に行く峠と東に行く峠の２つの異なる峠であった。

## 参照項目
- 崑崙山脈